# Biblioteca de la Universidad de Chicago
La Biblioteca de la Universidad de Chicago es el sistema de bibliotecas de la Universidad de Chicago, ubicada en el campus de la universidad en Chicago, Illinois, Estados Unidos. Es la décima biblioteca académica más grande de América del Norte, con más de 11,9 millones de volúmenes. La biblioteca también tiene 65 330 pies lineales de archivos y manuscritos y 245 terabytes de archivos digitales, colecciones digitalizadas y datos de investigación. Torsten Reimer es el director y decano de la biblioteca y quien había trabajado para la Biblioteca Británica en la parte de servicios de contenido e investigación.
Cuenta con un servicio de préstamo con otras instituciones, centros, museos y bibliotecas en el área de Chicago, incluida la Biblioteca del Instituto de Arte de Chicago, el Museo de Historia de Chicago, Fermilab, el Museo Field de Historia Natural y la Biblioteca Newberry.
La biblioteca fue fundada por el presidente de la Universidad de Chicago, William Rainey Harper, quien fijó el rumbo de las Colecciones Especiales como una «colección de trabajo» en 1891. Rainey Harper se mantuvo al frente de la biblioteca hasta enero de 1906, fecha en la cual falleció. Las colecciones de la biblioteca están ubicadas en seis sitios: la Biblioteca Joseph Regenstein, la Biblioteca John Crerar, la Biblioteca de Derecho D'Angelo, la Biblioteca Joe y Rika Mansueto, la Biblioteca Eckhart para matemáticas e informática, y la Biblioteca de la Escuela de Administración de Servicios Sociales. De estas, la más reciente es la Joe y Rika Mansueto que alberga aproximadamente 3,5 millones de volúmenes y cuyo diseño estuvo a cargo del arquitecto alemán Helmut Jahn. Se trata de una cúpula con forma de burbuja que ha recibido varios premios como el GE Edison Award of Merit.